# استرابری سارویان
استرابری سارویان (به انگلیسی: Strawberry Saroyan) (متولد ۱۹۷۰) یک روزنامه‌نگار و نویسنده ارمنی‌تبار اهل ایالات متحده آمریکا است. دختر آرام سارویان و نوهٔ نمایشنامه‌نویس ویلیام سارویان و بازیگر کارول ماتیو، او دوران کودکی خود را در بولیناس کالیفرنیا گذراند. او دارای یک خواهر به نام کریم. او برای نیویورک تایمز در بخش سبک می‌نویسد و مؤلف دخترها به بار قدم می‌گذارند: یک خاطره، است.